# Restaurang Lorensberg

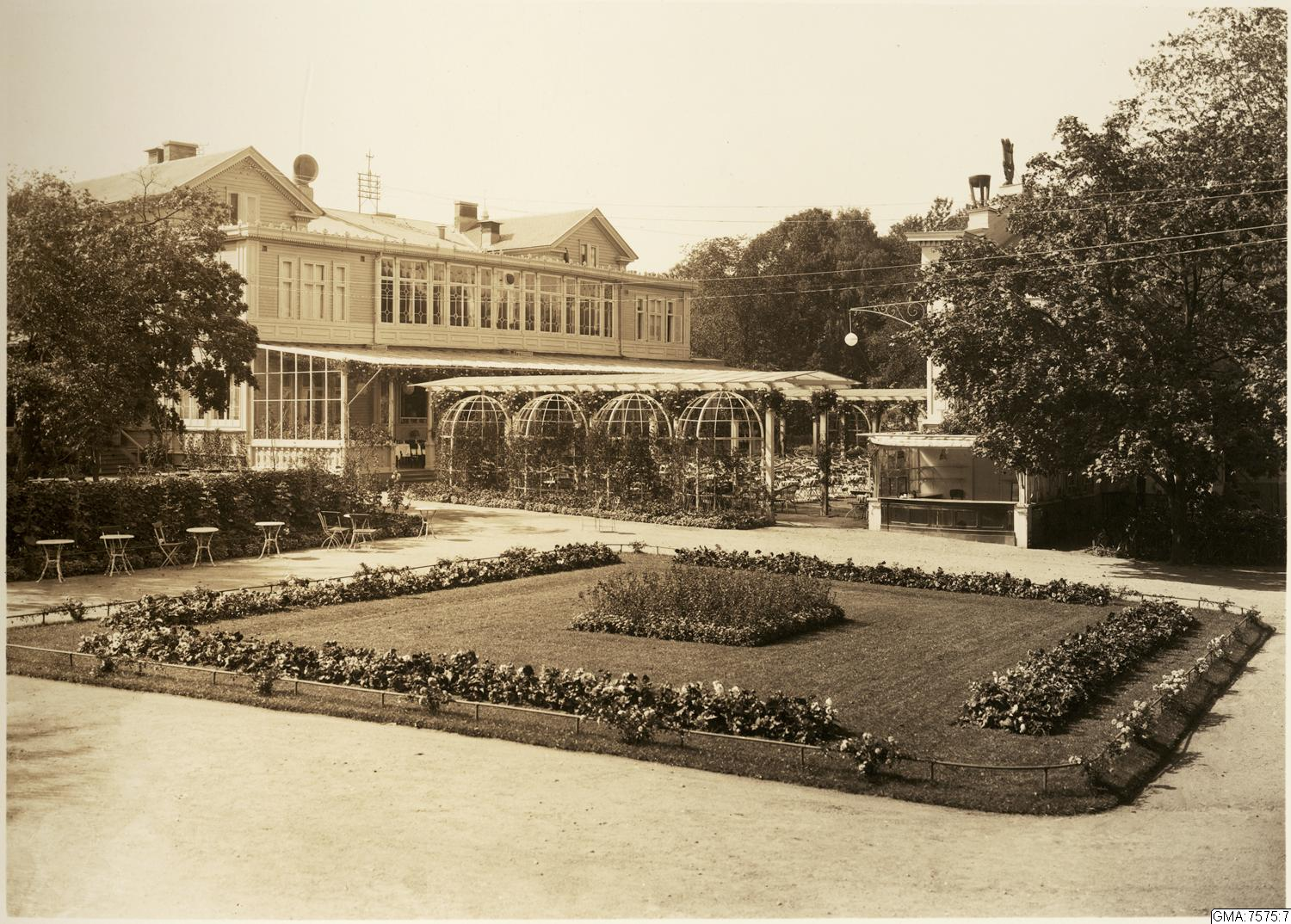
Lorensbergs restaurang sedd från parken omkring år 1920–1921. Bildsamlingen vid Göteborgs stadsmuseum.

Restaurang Lorensberg var en restaurang i Lorensbergsparken i centrala Göteborg. År 1923 firade man sitt hundraårsjubileum.

## Historia

### Landeriet
Lorensberg var ursprungligen en lantgård av det slag som förmögna göteborgare brukade hålla sig med och som även hade benämningen landeri. I mitten av sjuttonhundratalet ägdes gården av de båda köpmännen Fredrik Damm och Lorentz Petersen. När den sistnämnde blev ensam ägare av stället, gav han det namnet Lorentzberg efter sig själv. Fram till 1823 stannade egendomen i hans och hans familjs ägo, då handlanden Isac Walentin trädde fram som köpare till den. Walentin måste därefter få magistratens medgivande till köpet, enligt bestämmelserna som gällde för landerier. Men magistraten överraskade genom att inte ge honom ett sådant medgivande. Staden hade nu insett att Lorensberg kunde ha en framtid, som vore "mera till allmän än till enskild glädje."

### Värdshuset
Lorensberg blev ett utvärdshus 1818, under ledning av traktörskan Maria Winberg. Hon hade innan dess drivit restaurantrörelse inne i staden, först vid Kyrkogatan och senare vid Gustaf Adolfs torg. Tidigt sommaren 1818 kunde man i en av stadens tidningar läsa följande tillkännagivande: "Undertecknad, som flyttat dess spiskvartershållning samt likörförsäljning till Lorensberg, beläget utom Kungsporten vid slutet av Alléen, får härmed äran rekommendera mig med tillkännagivande att såväl tillräckligt antal rum för slutne sällskaper får disponeras som att trädgården med den där intill liggande parken upplåtes till begagnande, och finnes även rum, både med och utan möbler, att få hyras på behaglig tid." Maria Winberg.
Efter att Walentin nekats att förvärva Lorensberg, deklarerade staden att landeriet: "-- måtte för stadens räkning inlösas, för att användas och begagnas, på sätt de senare åren skett, till en allmän promenadplats för stadens invånare och till en bättre värdshus-rörelse, varest nödiga förfriskningar tillika kunde erhållas." Göteborgarna skulle därmed få ett allmänt sommarnöje, vilket ansågs viktigt då de flesta innevånarna saknade egna lantställen.
Men Walentin hade redan betalat drygt 17 000 riksdaler för egendomen, och ville inte lämna över den till allmänheten utan ersättning. En besvärande situation hade uppkommit genom att staden just då inte hade några medel för ändamålet i stadskassan. Vinhandlaren A.H. Ewers och postdirektören Anders Giers tillsammans med några andra, sköt då till beloppet, vilket överlämnades till staden. Tills vidare blev därmed bidragsgivarna innehavare av egendomen, och som disponent för den utsågs Ewers. Samtidigt fick traktörskan Winberg fortsätta med värdshusrörelsen.
År 1823 fick vinhandlare A.H. Evers "värdshusrättigheter" för egendomen Lorensberg - som då var park och trädgård - vilken denne förvärvat besittningsrätten till. Evers skulle också ""hålla parken och trädgården tillhanda för stadens bättre innevånares begagnande till promenad." Han skulle även starta ett förstklassigt värdshus, vilket stod klart 1823. Evers sålde 1827 stället till traktören Johan A. Winberg för 12 000 riksdaler. Winberg bedrev redan en krogrörelse i det så kallade "Kaulbarska huset" vid Gustaf Adolfs torg 5. I upplåtelsebrevet stod att "i parken och trädgården på Lorensberg i ett för ändamålet tjänligt skick alltid hållas tillhanda för stadens bättre innevånares begagnande till promenad samt den större byggnaden därstädes, eller andra, emot de däruti varande rum fullt svarande lägenheter, likaledes hållas den bättre allmänheten såsom Värdshusrum tillhanda, samt en skicklig traktör där betjäna allmänheten med den mat och de lovliga förfriskningar, som kunna åstundas, vid den påföljd för underlåtenhet härutinnan att egendomen för innehavarens räkning bortarrenderas eller upplåtes till den, som vill och kan ställa nöjaktig säkerhet för dessa skyldigheters fullgörande". Under en tid kom stället att kallas "Winbergska plantaget." Mellan trädgården vid värdshuset och landsvägen (nuvarande Södra Vägen) kunde Winberg skörda råg och vete på välodlade åkerfält. En bred allé av lindar gick från landsvägen och upp till huvudbyggnaden.
Efter Winbergs död överflyttades besittningsrätten till Lorensberg på änkan Maria Winberg. Hon tog själv över driften av både Lorensberg och krogen vid Gustaf Adolfs torg. Kort därefter gifte hon om sig med "viktualiehandlande" J.P. Andersson, som år 1840 sålde Lorensberg till musikdirektören vid Göta artilleriregemente, Frans Cabré, för 12 066 riksdaler och 32 skillingar banco. Cabré lät anlägga en kägelbana, en karusell där man åkte i tolv öppna tvåsitsiga vagnar samt i parkens sydvästra del en dansbana. Han utvidgade dessutom värdshusrörelsen samt satte upp en sommarteater i trädgårdens sydöstra hörn.
Teatermaskinisten C.J. Lundell och handlanden Carl Benjamin Ekberg, köpte år 1857 Lorensberg för 54 000 riksdaler. Lundell blev ensam ägare 1861. Efter en brand den 1 december 1864 som ödelade hela anläggningen på två timmar, köptes området 1866 av specerihandlare Robert J. Graf för 73 000 riksdaler. Efter ritningar av arkitekt A. Heilborn lät han uppföra ett nytt ståtligt värdshus på samma tomt som det tidigare. I juli 1865 öppnades serveringen på nytt i provisoriska lokaler. Den nya restaurangen invigdes i september 1867, alltså vid en tid på året då säsongen annars brukade avslutas. Detta innebar att Lorensbergs era som enbart sommarvärdshus var slut — i fortsättningen kom serveringen att fortgå året runt. Man kunde nu bli en stående mötesplats för olika sällskap, bland andra Par Bricole, vilka tillförde restaurangen en stor och skötsam stampublik. Societeten samlades nu till slutna baler och maskerader. Under vinterhalvåret förvandlades cirkusarenan till vinterträdgård med granhäckar, bersåer, blomsterrabatter och springvatten. I denna miljö gavs konserter för en publik, sittande vid småbord.
Graf lät även anlägga en park i engelsk stil, med buskage och häckar, blomsterrabatter och bersåer. I form av en rotunda uppfördes en musikpaviljong i parken mittemot restaurangen och framför huvudbyggnadens norra flygel en kägelbana. Graf lyckades redan från början i sitt uppsåt att höja ställets klass. Han rensade upp i parken och vid parkens ingång, som alltsedan 1818 låg vid Södra vägen, placerade han en vaktmästare som hjärtligt välkomnade alla herrar och damer i hatt, men "med synnerligen kritiska blickar granskade alla manfolk i skärmmössa och kvinnfolk i huvudduk" — den tidens klassmärken.
Omkring 1860 vistades kammarherre Magnus Lagerberg på Lorensberg, och han beskriver i sina memoarer hur starkt stället präglades av Carl Johans-tiden. Exempelvis var gardinerna draperade på korslagda spjut, som på Rosersbergs eller Rosendals slott. "Möblemanget utgjordes emellertid till största delen av rottingklädda, gulbetsade björkstolar, och kring väggarna voro oljelampor fästade, vilka lyste illa, men rykte bra. Det hela var gammaldags hemtrevligt."
Källarmästare Gustaf Lundstedt tillträdde fastigheten 1883, men denne hade inte sökt upplåtelse, utan staden inlöste själv landeriet 1884. Graf betalade en köpeskilling av 73 000 riksdaler och Göteborgs stad 200 000 kronor. Staden utarrenderade därefter stället på tio år i sänder. Lundstedt visade sig vara en mästare i den svåra konsten att gå balansgång mellan det folkliga och det förnäma, och efterträdaren Victor Normans tid fick stället en av sina livligaste perioder. Avskildheten i förhållandet till staden försvann allt mer i takt med att de stenhusbebyggda kvarteren bredde ut sig mot söder och trängde undan lantgårdar och gröna fält. Parken vände nu sin entré mot den nya, breda gata som fick namnet Kungsportsavenyen. Friluftsuppträdandena knöts nu direkt till restaurantpubliken, genom att de förlades till platsen framför värdshuset. Därmed kunde uppträdandena beskådas både från verandan och serveringsplanen framför denna.
År 1894 övertogs Lorensberg av källarmästaren Victor Norman. Direktören Olof Möller tillträdde fyra år senare ägo och ledningen av Lorensberg togs 1910 över av direktör Sophus Petersen, tillsammans med direktör Erik Thorsell från 1915. Thorsell blev 1919 delägare i rörelsen. Företaget leddes efter Petersens död 1952 av sonen Bengt Petersen (född 1921) och Erik Thorsell.
År 1936 genomfördes en större ombyggnad av restauranglokalerna, den senaste var gjord 1924. Förslaget uppgjordes av den danske arkitekten Marcus Lorentzen, och i juli 1936 stängdes restaurangen för arbetena. Sommarverandan ersattes av en utbyggnad av matsalen, som bestod av två flyglar med en musikestrad och i mitten ett stort dansgolv. År 1938 stod den nya festvåningen klar. Musikpaviljongen och pergolorna revs och ersattes av uteservering med springbrunn i fonden. Restaurang och festvåning kunde då ta emot sammanlagt 800 gäster och 150 personer var anställda. Endast måndagar, tisdagar, torsdagar och fredagar dansades det, eftersom så kallad offentlig dans endast fick anordnas fyra dagar i veckan.
I början av 1950-talet rymde Lorensbergs matsal cirka 500 gäster och över 400 rymdes i festvåningens olika lokaler. Sommartid fick 250 gäster plats i pergolan. Restaurangen hade då 150 anställda.
År 1956 beslutades att en tillbyggnad för Park Avenue hotell skulle byggas på tomten, och den 20 april samma år stängdes Lorensbergs Restaurang för gott och var jämnad med marken kring den 1 december samma år. Under tre dagar pågick dessförinnan en auktion på restaurangens inventarier, där 2 905 nummer skulle säljas. Bland annat köpte Göteborgs stadsteater kristallkronan i festsalen, och Park Avenue Hotel de pompejianska friser av Jon-And som prytt matsalen sedan 1924. De skulle senare pryda en ny restaurang med namnet Lorensberg, vilken invigdes den 19 mars 1958.

### Elektrisk belysning
Det elektriska ljuset hade premiär under hösten 1883. Därmed var Lorensberg pionjär i Göteborg. Värdshuset fick ordna med egen kraftstation, eftersom staden ännu saknade kommunalt elektricitetsverk. Installationerna utfördes av Elektriska Aktiebolaget i Stockholm. I mitten av september invigdes "illuminationen" med en stor folkfest, och även inomhusbelysningen — med glödlampor — blev klar en månad senare. Man vallfärdade till Lorensberg för att beundra det elektriska ljuset. De gamla gaslamporna på andra ställen, upplevdes genast dunkla och föråldrade.

### Alhambra
I samband med en större industriutställning i staden på sommaren 1891, strömmade mycket folk till. Lorensberg lät därför uppföra en stor tältservering, senare omgjord till en enkel varietélokal med servering. Lokalen fick namnet Alhambra ("Det Nya Alhambra"), öppnades den 2 juli 1891 och var fullsatt hela sommaren. Exempelvis serverades 3 000 flaskor punsch under en enda kväll.
Alhambra blev efter utställningen permanent som varieté, tills myndigheterna i samband med spritutskänkningen satte stopp för varietéföreställning. Den sista och fullsatta föreställningen visades den 30 september 1896, med bland andra Anna Wulff och bondkomikern Jeppe Jeppson. Källarmästare Victor Norman hade tagit över Lorensberg 1894 och förvandlade Alhambra till Göteborgs Folkteater. Som första revynummer visades ett gammalt ryskt folklustspel, "Panelhöns".